# Blapsilon purpureum
Blapsilon purpureum là một loài bọ cánh cứng trong họ Cerambycidae.